# 电子钱包
电子钱包是一种可以进行个人电子交易的电子设备，包括网上购物或实体店购物的交易，电子钱包可以与个人的银行帐户关联。里面也可以放置电子驾照、社保卡、身份证或其他数字证件。这些凭证可以通过近场通信（NFC）传递给商户。如今的电子钱包不仅可以进行基本的金融交易，更成了持有人的身份证明。例如，在买酒时向商家证明购买者的年龄。此系统在日本已经普及。还有存放比特币等加密货币的电子钱包。

## 技术
电子钱包由软件和信息两部分组成部分。软件部分提供安全和加密个人信息以与交易信息。信息部分基本上是用户信息的数据库，存储的信息包括收货地址、帐单地址、支付方式（包括信用卡号码、失效日期，以及安全号）及其他信息。
电子钱包由电子钱包设备和电子钱包系统组成。专用电子钱包的设备有使用生物特征的Dunhill，它通过蓝牙连接可存储电子现金和卡片信息。目前更热门的是利用手机NFC功能的电子钱包，如谷歌的Google Pay、三星的三星智付和苹果公司的iPhone6及后续机型的Apple Pay。

## 电子钱包应用
由于信息存储在电子钱包中，消费者无需在每个网站重复填写订单信息。消费者能从电子钱包中获益，因为信息被加密由私有代码保护；商户免于收到假币。

## 相關產品
- Google Pay
- Apple Pay
- Apple Wallet
- Google Wallet
- Microsoft Wallet
- Mondex
- Paypal
- 支付寶
- 微信支付
- 三星智付
- AlipayHK
- PayMe
- TNG Wallet
- iPASS MONEY